# Hans von Aachen
Hans von Aachen (Köln, 1552. – Prag 4. ožujka 1615.), njemački slikar. 

## Životopis
Učio je 1574.—1588. u Veneciji i Rimu. Od 1590. dalje djeluje u Münchenu, Augsburgu i Pragu. Slikao je alegorijske i mitologijske slike, a istaknuo se kao slikar portreta. Hans von Aachen jedan je od najznatnijih njemačkih manirista.